# Luca Filippi
Luca Filippi (Savigliano, 9 augustus 1985) is een Italiaans racecoureur. In 2006 debuteerde Filippi in de GP2 met het team FMS International, waarmee hij het Italian Formula 3 Championship won in het vorige seizoen. In 2007 ging hij verder in de GP2 met Super Nova Racing. Later kwam hij uit voor ART. Hij rijdt momenteel in de GP2 Asia Series voor Meritus.

## Formule 1
Op woensdag 14 november 2007 testte Filippi voor het Formule 1-team Honda.